# Skribent
Skribent (auch: Scribent) war im Kanzleibetrieb der Frühen Neuzeit und bis ins 19. Jahrhundert hinein die Bezeichnung für diejenigen Mitarbeiter einer Behörde oder eines Gerichts, die genehmigte Konzepte oder Entwürfe in Reinschrift abschrieben. Die Reinschriften wurden dann dem Empfänger zugestellt, die genehmigten Konzepte oder Entwürfe zu den eigenen Akten genommen, um einen Beleg dafür zu haben, was in dem versandten Schreiben stand (denn Kohlepapier, um eine Durchschrift zu fertigen, gab es noch nicht).